# エスカルバニャス伯爵夫人

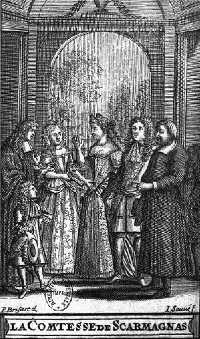
1682年版モリエール全集の挿絵

『エスカルバニャス伯爵夫人』（仏語原題：  La Comtesse d'Escarbagnas   ）は、モリエールの戯曲。1671年発表。サン＝ジェルマン＝アン＝レー城にて同年12月2日初演。

## 登場人物
- エスカルバニャス伯爵夫人
- 伯爵…夫人の息子
- 子爵…ジュリーの恋人
- ジュリー…子爵の恋人
- ティボーディエ…判事、伯爵夫人の恋人
- アルパン…徴税担当の役人、こちらも伯爵夫人の恋人
- ボビネ…伯爵の家庭教師
- アンドレ…伯爵夫人の小間使い
- ジャノ…ティボーディエの使用人
- クリケ…伯爵夫人の使用人

## あらすじ
舞台はアングレーム。

### 第1～3場
ジュリーと子爵の会話から。デートの約束に、子爵は遅れてきた。道中で噂好きのうるさい爺さんに捕まったのが理由だが、エスカルバニャス伯爵夫人の恋人役を無理にやらされて気が進まなかったのが本当のところである。子爵は伯爵夫人のことなど好きでも何でもないが、ジュリーと子爵の家は紛争中であるので、会うために仕方なく恋人のふりをしている。今日も「伯爵夫人のため」と銘打って、実はジュリーのために芝居を準備しているのだった。ジュリーは恋人役に苦心する子爵を見て楽しんでいるが、子爵は本当に嫌でたまらないので、自分がいかに傷ついているかを詠んだ詩を朗唱するのであった。そこへ伯爵夫人がやってくるのを見て、逃げていく子爵。伯爵夫人は、パリの宮廷の優雅さにかぶれた滑稽な女であった。自分の召使たちを叱り飛ばし、「伯爵夫人」という高貴な身分に正しい敬意さえ払ってもらえないと嘆く。宮廷ではあらゆる色男たちから恋を囁かれたとうそぶくが、彼らよりもずいぶん身分の劣るティボーディエやアルパンを恋人にしているのは、ほんのお慰みだという。そこへ恋人のティボーディエの召使であるジャノがやってきた。ティボーディエに命じられて、一足先に手紙をもって主人の代わりに挨拶にやってきたのだった。

### 第4～7場
準備していた芝居がそろそろ始まるので、そろそろ広間に移るように子爵が言いに来た。ちょうどいいところに来た、と伯爵夫人は子爵を呼び止め、つい先ほどジャノから渡されたティボーディエの手紙を朗読させる。「愛はまだ身を結んでいないが、私の心は変わらない」と自分の愛の固さを訴える内容だった。伯爵夫人が大変良い気分になったところで、ティボーディエが登場。ティボーディエがさらに詩を2つ披露したので、茶化して皮肉を言いはじめる子爵であった。そこへ伯爵とその家庭教師であるボビネがやってきた。いよいよ観劇に臨む一同。

### 第8～9場
ところが、観劇中にアルパンが闖入してきた。自分に恋をささやいておきながら、他の男にも同じようにしている伯爵夫人のやり方が許せないのである。激しい怒りをぶちまけて、関係の清算を告げて出て行ってしまった。再び観劇を続けようとすると、そこへ今度はジャノが手紙をもってやってきた。「子爵の家とジュリーの家がジュリーと子爵の結婚を条件に、和解することに合意した」という内容に、喜びを爆発させる子爵とジュリー。子爵の恋が偽りであったことを知って、悔しがる伯爵夫人。彼らを見返そうとしてティボーディエとの結婚を決める伯爵夫人であった。

## 成立過程
1671年12月2日、フィリップ・ドルレアンの再婚を祝う催しが、サン＝ジェルマン＝アン＝レー城にて開かれた際に、初演された。この催しはモリエールとジャン＝バティスト・リュリの合作のコメディ・バレ幕間劇の名場面を集めた内容であったが、その幕間劇を繋ぎ合わせるために制作された作品のうちの1つである。もう1作、『牧歌劇』という作品を制作したが、こちらは失われてテキストは伝わっていない。

## 日本語訳
- 『伯爵夫人デスカルバニアス』恒川義夫訳、（モリエール全集 第一卷 所収）、中央公論社、1934年
- 『デスカルバニャース伯爵夫人』有永弘人訳、（モリエール笑劇集 所収）、白水社、1959年